# Haplolabida coaequata
Haplolabida coaequata is een vlinder uit de familie spanners (Geometridae). De wetenschappelijke naam van deze soort is voor het eerst geldig gepubliceerd in 1935 door Prout.
De soort komt voor in tropisch Afrika.